# شاهنامه‌خوانی
هنر شاهنامه‌خوانی عبارت از خواندن اشعار شاهنامه فردوسی به آواز مخصوص است. شاهنامه‌خوانی در دو مجلس مختلف اجرا می‌شده‌است یکی مجالس خوانین و اشراف و دیگری در قهوه‌خانه‌ها. شاهنامه‌خوانی در مجالس خوانین به صورت نشسته و در قهوه‌خانه‌ها به صورت ایستاده اجرا می‌شده‌است. شاهنامه‌خوانی در طول تاریخ تبدیل به یک سنت متداوم شده است که در گذشته دارای نقش‌های مهم اجتماعی، اخلاقی، تربیتی، مذهبی، ملی، فرهنگی، ادبی، هنری و سرگرمی بوده است. از آنجایی که موضوع اصلی داستان‌های شاهنامه، حماسه‌ی پیروزی نیکی بر بدی و استیلای نیروی خیر بر نیروی شر است، روایت این داستان‌ها خصلت‌های پاکدامنی، سلحشوری و پهلوانی را تقویت نموده و همچون پندِ پیران الگویی اخلاقی بشمار می‌آمده‌است. خواندن شاهنامه به ویژه در میان ایلات و عشایر موجب پیدایش روحیه‌ی جوانمردی و عیاری می‌گشت که این خود نقش مهمی در ایجاد وحدت و برادری در میان ایل و پاسداری از یک سو از ارزش‌های قومی خود، و از سوی دیگر از ارزش‌های ملی ایران داشته‌ است. عشایر با شاهنامه‌خوانی، نسل به نسل و سینه به سینه ارزش‌های موجود در این اثر را پاس می‌داشتند. این امر موجب شده است که این اثر زبان فارسی بخشی از هویت عشایر ایران باشد و به عنوان مثال، فرهنگ و نام‌های موجود در آن، در نقاط مختلف ایران، استفاده شده است.
شاهنامه‌خوانی در بین ایلات بوسیله‌ی بعضی از افراد که سواد مکتبی داشته و دارای صدایی خوش بودند اجرا می‌شد و برخلاف نقالان شهر نشین برای تأمین معاش نبود. شاهنامه‌خوانی آهنگ و آواز مخصوصی دارد که در بعضی مناطق با نواختن کمانچه همراه است و شروع آن تقریبأ شبیه دستگاه چهارگاه و ادامه‌ی آن شبیه دستگاه ماهور ایران است. شاهنامه خوانی همیشه به صورت انفرادی یا چند نفری اجرا می‌شده و در اجراهای اقوام لر و بختیاری همراه با ساز تال (کمانچه محلی خرم‌آباد) وبا سبک خاص خود همراه می‌شود. این فرهنگ در میان عشایر از جمله عشایر لر و بختیاری متداول بوده است، و امروزه به دلیل شهرنشین شدن بسیاری از عشایر اگر چه کمرنگ‌تر از گذشته شده، اما در بین آنها کاملاً از میان نرفته‌است و هنوز پابرجاست. در فرهنگ لری به شه‌نومه خونی معروف است.
شاهنامه‌خوانی با نقالی تفاوت دارد. در شاهنامه‌خوانی گفتار و رفتار اغراق‌آمیز وجود ندارد و قصه‌گو با استفاده از لحن خودش داستان را بیان کرده و گاهی نیز از برخی حرکات برای رساندن معنی بهره می‌برد اما نقالی به نوعی نوعی اجرای نمایشی تک نفره‌است و اجرایش پیچیده‌تر از شاهنامه‌خوانی است.
تفاوت اصلی بین نقالی و شاهنامه خوانی در روش ارائه و بیان شاهنامه است.
نقالی: نقالی به معنای روایت داستان‌ها و شعرهای شاهنامه به صورت شفاهی است. در این روش، راوی یا نقال شاهنامه با استفاده از زبان خود، داستان‌ها و شعرهای شاهنامه را بیان می‌کند و به صورت داستانی و شفاهی به گوش شنوندگان منتقل می‌کند. نقالی بیشتر در قالب هنرهای شفاهی مانند نمایش‌های سنتی، نمایشنامه‌ها و فیلم‌ها استفاده می‌شود. رویکرد نقالی تأکید بر روایت داستانی و نمایش تصویری دارد و معمولاً با استفاده از ایفای نقش‌ها و تغییر صدا و حرکات برای ایجاد تصویر زنده از شاهنامه استفاده می‌کند.
شاهنامه خوانی: شاهنامه خوانی به معنای خواندن و مطالعه شاهنامه به صورت مستقیم است. در این روش، شاعر یا قاری شاهنامه به شکل صوتی شعرها و داستان‌های شاهنامه را با تلفظ صحیح و روان بیان می‌کند. شاهنامه خوانی بیشتر در قالب جلسات خواندن شاهنامه، سمینارها و برنامه‌های فرهنگی به کار می‌رود. رویکرد شاهنامه خوانی تأکید بر روایت صوتی و انتقال احساسات و جذابیت شعری دارد و معمولاً با استفاده از تکنیک‌های صوتی مانند نغمه، تنوع صدا و استفاده از تلفظ و بیان مناسب انجام می‌شود.
بنابراین، نقالی و شاهنامه خوانی هر دو روش‌هایی هستند که برای ارائه و بیان شاهنامه استفاده می‌شوند، اما در روش و شیوه اجرا تفاوت دارند.